# 利府バイパス
利府バイパス（りふバイパス）は、宮城県宮城郡利府町を通る宮城県道3号塩釜吉岡線および宮城県道8号仙台松島線のバイパス道路。

## 区間

### 県道3号
- 起点：塩竈市赤坂（宮城県道35号泉塩釜線との交点）
- 終点：利府町利府（ホーマック利府店前十字路・県道8号との交点）
- 途中交差する道路：三陸自動車道利府塩釜インターチェンジ

### 県道8号
- 起点：利府町利府（県道3号との交点）
- 終点：利府町森郷（エキサイ会病院東・利府中インターチェンジ入口）
- 途中交差する道路：宮城県道260号利府停車場総合運動公園線（利府町中央三丁目）

## 特徴
利府町中心部にある幅員狭小箇所・踏切などを避けるために建設。県道3号は片側1車線、県道8号は片側2車線である。ただし県道3号の塩釜側は赤坂 - 大日向町間が未開通となっている。